# 金马路站 (大连市)
金马路站位于中华人民共和国辽宁省大连市金州区金马路与黄海西路交叉口东侧，是大连地铁3号线的地铁车站，于2003年5月1日随3号线一期开通启用。

## 位置
金马路站位于金州区金马路北侧，金马路与黄海西路路口东侧。

## 车站结构
金马路站为侧式站台高架站。
| F2 站台 | 侧式站台，开右边门 | 侧式站台，开右边门              |
| F2 站台 | 轨道               | ← █ 3号线往大连站方向（大连湾） |
| F2 站台 | 轨道               | █ 3号线往金石滩方向（开发区）→  |
| F2 站台 | 侧式站台，开右边门 |                                 |
| F1 站厅 | 站厅               | 自动售票机、进站闸机            |

## 车站出口
本站设有2个出入口，均位于金马路北侧。
| 出口编号 | 出口指示 | 建议前往的目的地                                         |
| -------- | -------- | -------------------------------------------------------- |
| 出口 · A |          | 金马路、城润万家、西山小区                               |
| 出口 · B |          | 金马路、赫山西路、黄海西路、远洋壹中心、银帆国际、金马站 |

## 附近公交线路
- - 开发区3路、开发区6路、开发区10路、2001路公交车。

- - 开发区6路公交车。